# Hå
Hå ist eine Kommune im norwegischen Fylke Rogaland. Die Kommune hat 20.067 Einwohner (Stand: 1. Januar 2025). Verwaltungssitz ist die Ortschaft Varhaug. Hå gehört zu den im Bereich der Landwirtschaft produktivsten Kommunen Norwegens.

## Geografie

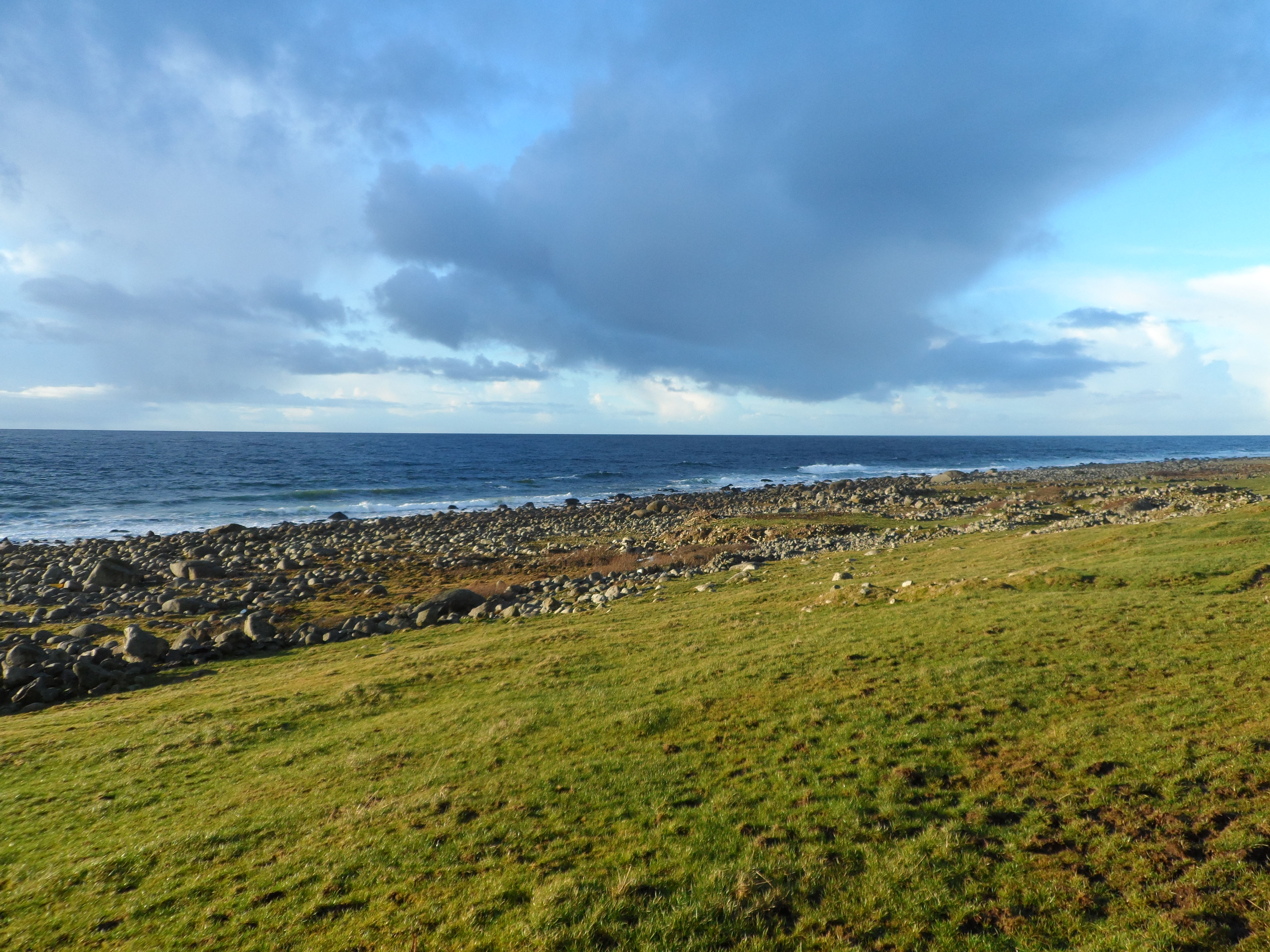
Blick auf die Küste

Hå liegt an der norwegischen Südwestküste in der Region Jæren. Die Gemeinde grenzt an Klepp im Norden, Time im Nordosten und Osten, Bjerkreim im Osten sowie Eigersund im Südosten. Das küstennahe sowie das nördliche Areal von Hå ist weitgehend flach und niedrig gelegen. An der Küste befindet sich wie an anderen Orten in Rogaland auch teilweise Sandstrand. Im Osten und Südosten befinden sich die höchsten Erhebungen. Die Erhebung Brusaknuden auf der Ostgrenze stellt mit einer Höhe von 416 moh. den höchsten Punkt der Kommune Hå dar.

## Einwohner
Die Anzahl der Einwohner ist seit dem Ende des Zweiten Weltkriegs weitgehend ansteigend. In der Gemeinde liegen mehrere sogenannte Tettsteder, also mehrere Ansiedlungen, die für statistische Zwecke als eine städtische Siedlung gewertet werden. Diese sind Nærbø mit 7632, Varhaug mit 3387, Vigrestad mit 2149, Brusand mit 448, Sirevåg mit 753, Ogna mit 428, Hæen mit 856 und Nærland mit 328 Einwohnern (Stand: 1. Januar 2024).
Hå hat wie viele andere Kommunen der Provinz Rogaland weder Nynorsk noch Bokmål als offizielle Sprachform, sondern ist in dieser Frage neutral.
| Jahr          | 1986   | 1990   | 1995   | 2000   | 2005   | 2010   | 2015   | 2020   | 2025   |
| ------------- | ------ | ------ | ------ | ------ | ------ | ------ | ------ | ------ | ------ |
| Einwohnerzahl | 12.715 | 13.034 | 13.268 | 13.921 | 14.784 | 16.342 | 18.528 | 18.991 | 20.067 |

## Geschichte

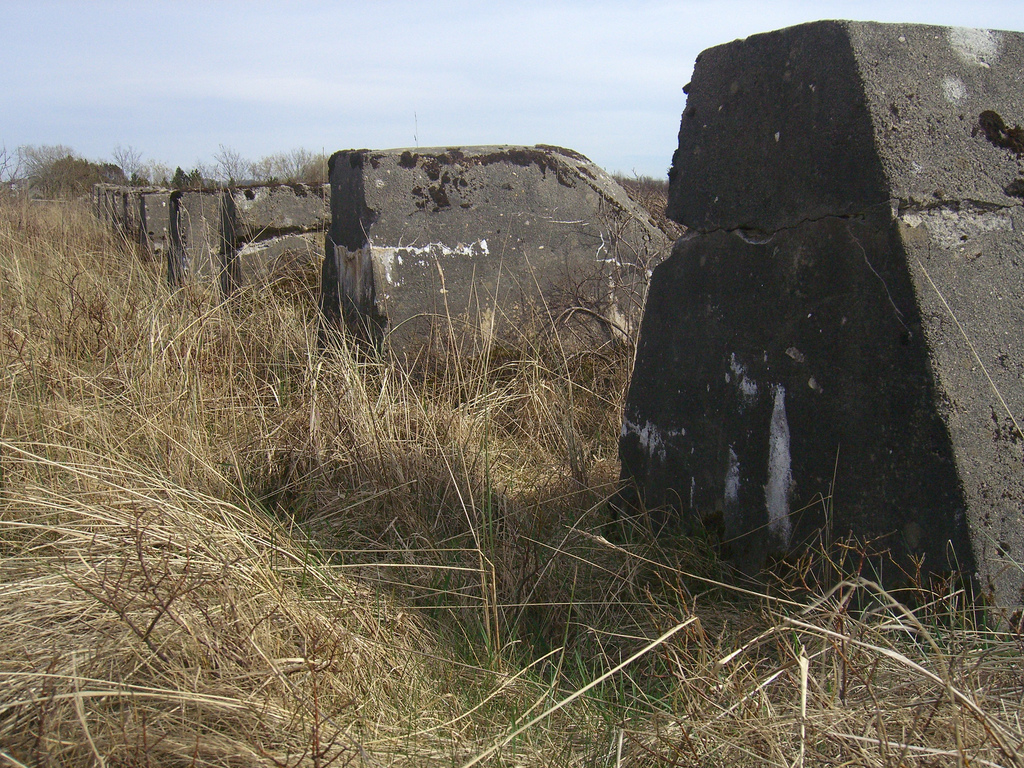
„Hitlerzähne“ bei Brusand

Die ursprüngliche Kommune Hå entstand, nachdem im Jahr 1837 die kommunale Selbstverwaltung eingeführt worden war. Im Jahr 1894 wurde Hå in die Kommunen Varhaug und Nærbo aufgespalten. Die beiden neuen Gemeinden hatten fast gleich viele Einwohner. Varhaug wurde zu diesem Zeitpunkt von 1801 und Nærbo von 1806 Personen bewohnt. Zum 1. Januar 1964 erfolgte sie Zusammenlegung von Ogna, Varhaug und Nærbo zur neuen Kommune Hå. Ogna brachte dabei 1470 Bewohner ein, Varhaug 3454 und Nærbo 3926. Die Kommune Ogna war 1839 durch eine Abspaltung von Eigersund entstanden und hatte damals 825 Einwohner.
Das Gräberfeld von Kvassheim (norwegisch Hå–gravfeltet) ist ein in der Eisenzeit und der beginnenden Wikingerzeit (etwa von 300 bis 900 n. Chr.) genutzter Begräbnisplatz. Während des Zweiten Weltkriegs wurden von den deutschen Besatzern in Hå sogenannte „Hitlerzähne“ (norwegisch Hitlertennene) aufgebaut. Diese Betonblöcke sollten eine Invasion Norwegens erschweren und sind bei Brusand bis heute zu besichtigen.
In der Kommune liegen mehrere Kirchen. Die Ogna kyrkje ist eine Kirche aus der Zeit um das Jahr 1250. Sie brannte 1991 nach einem Blitzeinschlag ab und wurde danach wieder aufgebaut. Eine weitere Kirche ist die Nærbø gamle kyrkje. Sie ist in Holz erbaut und wurde 1834 fertiggestellt.

## Wirtschaft und Infrastruktur

### Verkehr
Weitgehend entlang der Küste führt der Fylkesvei 44 durch die Hå. Von ihm zweigen mehrere Straßen in den Osten und somit in das Landesinnere ab. Eine dieser abzweigenden Straßen ist auf Höhe von Varhaug der Fylkesvei 504, der in der Kommune Bjerkreim in die Europastraße 39 (E39) mündet. Richtung Norden stellt der Fylkesvei die Verbindung zur Stadt Bryne und von dort weiter nach Stavanger her. In südlicher Richtung verbindet die Straße Hå unter anderem mit Egersund. Etwas weiter im Landesinneren als der Fylkesvei 44 verlaufen die Schienen der Bahnlinie Sørlandsbanen. Ein Halt der Bahnlinie befindet sich seit der Eröffnung der Teilstrecke Jærbanen im Jahr 1878 in Nærbo. Weitere Stationen gibt es unter anderem in den Orten Brusand, Ogna, Vigrestad und Varhaug.

### Wirtschaft

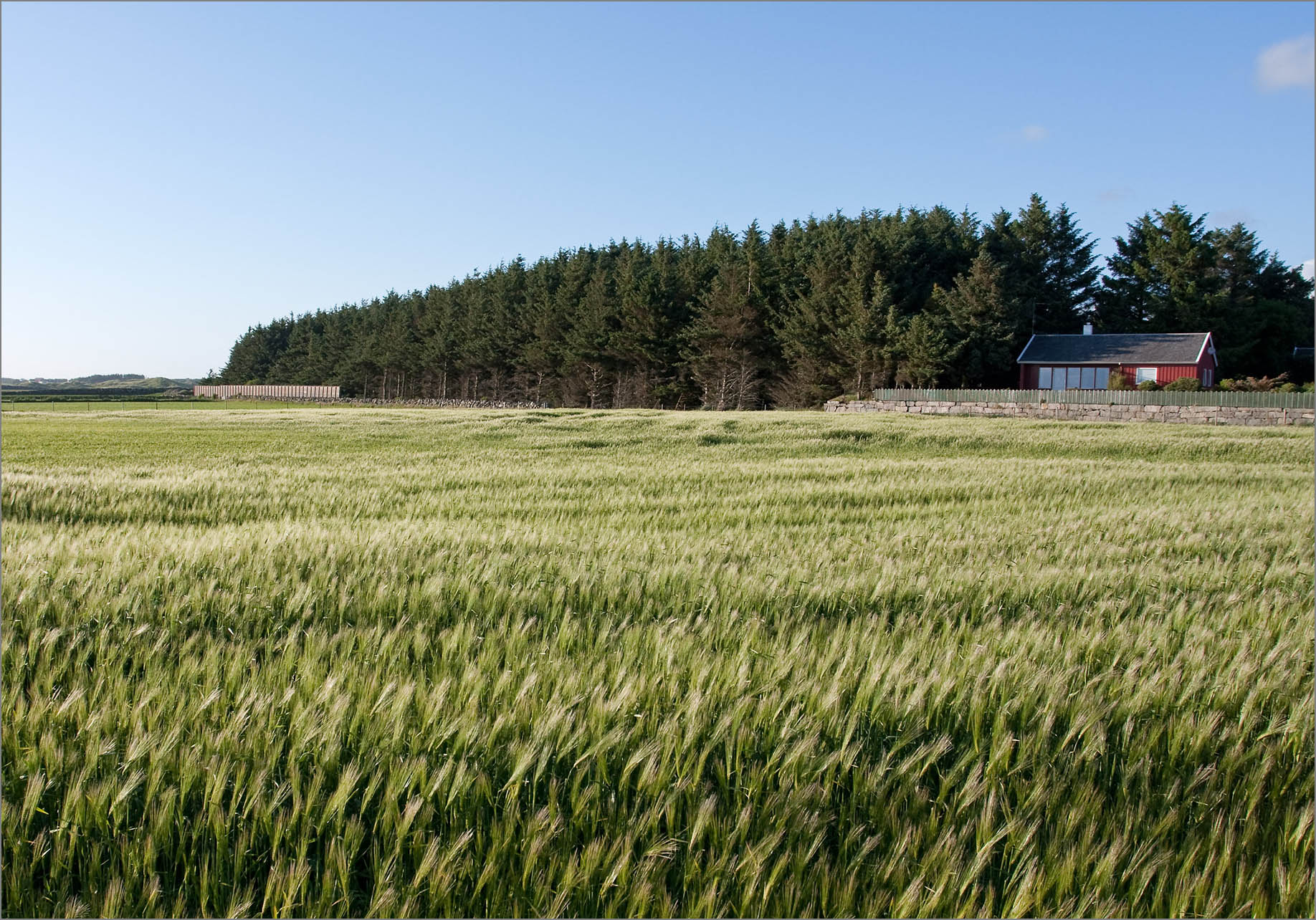
Getreidefeld in Hå

Hå gehört zu den im Bereich der Landwirtschaft produktivsten Kommunen Norwegens. Etwa ein Drittel der Gemeindefläche wird agrarisch genutzt und Hå hat die größte landwirtschaftliche Fläche aller Kommunen Rogalands. Auf den Flächen wächst größtenteils Gras, allerdings ist auch der Getreideanbau im Vergleich mit anderen Kommunen beträchtlich. Im Jahr 2016 war Hå die Gemeinde mit den meisten gehaltenen Rindern sowie mit den meisten Schweinen im Land. Die industrielle Produktion stützt sich zu großen Teilen auf die Landwirtschaft und besteht vor allem aus der Lebensmittelproduktion und dem Maschinenbau. In der Ortschaft Nærbo liegt die größte Molkerei des Landes. Weitere Lebensmittelproduzenten sind in Form von Schlachtereien und einer Fertiggerichtsproduktion vorhanden. Im südlichen Küstenabschnitt liegt der Hafen von Sirevåg, der für die lokale Fischerei von Bedeutung ist. Im Jahr 2020 arbeiteten von 9761 Arbeitstätigen nur 5478 in Hå selbst, 1043 waren in der Nachbarkommune Time tätig. Jeweils auch über 500 Personen pendelten in die Gemeinden Sandnes, Stavanger und Klepp.

## Persönlichkeiten
- Kjell Arild Pollestad (* 1949), Ordensgeistlicher und Schriftsteller
- Geir Pollestad (* 1978), Politiker